# Null-Fehler-Strategie
Die Null-Fehler-Strategie ist eine kontinuierliche Verbesserungsstrategie, in der japanischen Lebens- und Arbeitsphilosophie als Kaizen bezeichnet, im Rahmen des Total-Quality-Managements (TQM). Die Null-Fehler-Strategie wurde Anfang der 1960er Jahre von dem Amerikaner Philip B. Crosby entwickelt und beschreibt eine fehlerfreie Produktion, bei der kein Ausschuss erzeugt werden soll und daher keine Nacharbeit notwendig wird. Diese Strategie beruht auf der Annahme Crosbys: „Qualität kostet nichts. Aber sie ist nicht geschenkt.“ Es wird davon ausgegangen, dass nicht die Produktion von Qualität Kosten verursacht, sondern die Behebung von Fehlern. Das Ziel des Programms ist somit der Ausschluss kleinster Mängel bei jedem vorhandenen Produktionsprozess, also auch bereits in der Entwicklungsphase des Produkts.

## Geschichte
Im Zuge des Kalten Krieges kam es Ende der 50er- und Anfang der 60er-Jahre zu einer verstärkten militärischen Aufrüstung in den Vereinigten Staaten. Insbesondere bei neuen Waffensystemen, wie zum Beispiel den MGM-31-Pershing-Raketen, wurde ein hoher Qualitätsanspruch gestellt, weil diese für die Bestückung mit atomaren Sprengköpfen vorgesehen waren. Um eine Steigerung der Qualität und niedrigere Ausgaben bei der Ausbesserung von Fehlern zu erreichen, entwickelte Philip B. Crosby, damaliger Qualitätsmanager bei der Martin Marietta Corporation, die für die Herstellung von Pershing-Raketen zuständig war, das Null-Fehler-Programm. Dieses setzte sich auch bei anderen Rüstungsfirmen durch.

## Vier Grundsätze der Null-Fehler-Strategie
Als Grundlagen für die Überlegungen Crosbys dienten seine vier Grundsätze für Qualität:
1. Die Definition von Qualität ist Erfüllung von Anforderungen.
2. Das Qualitätssicherungssystem beschäftigt sich mit Verhütung und dem Sicherstellen von Produktion richtig beim ersten Versuch.
3. Die Maßgröße für Qualität sind die Kosten der Nichterfüllung (die Aufgabe nicht im ersten Anlauf richtig zu erfüllen)
4. Der Leistungsstandard ist Null Fehler (engl. zero defects)

### Qualitätsdefinition
Durch die Definition von Qualität, als die Übereinstimmung mit den Anforderungen, wird Qualität zu einem eindeutigen, messbaren Begriff.
Deshalb kann die Qualität in einem sogenannten Leistungsstandard festgelegt werden. Allgemein besitzt jeder Prozess einen Leistungsstandard. Dieser legt fest, wie hoch die zulässigen Abweichungen für einen bestimmten Prozess sein dürfen. Es wird erst dann gehandelt, wenn die Abweichungen größer als die zulässigen Abweichungen sind. Da der Leistungsstandard „Null Fehler“ keine Abweichungen erlaubt, werden bereits bei minimalsten Abweichungen der Ergebnisse von den Anforderungen Maßnahmen ergriffen, um die Fehler zu beseitigen und erneutes Auftreten vorzubeugen. Nur bei einwandfreiem Prüfergebnis wird der nächste Prozessschritt eingeleitet.
Daraus ergibt sich, dass Qualität nicht nur das Ziel am Endprodukt, sondern ein fortlaufender Prozess ist und in jedem Schritt gewährleistet werden muss. Die Strategie verlangt also eine ständige Bemühung zur Verbesserung und Weiterentwicklung der einzelnen Produktionsvorgänge und somit gleichzeitig der Qualität.

### Null Fehler als Standard
Das Ziel der Null-Fehler-Philosophie ist es, den Menschen so eng wie möglich an die Perfektion zu führen. Die Grundeinstellung des Menschen, dass Fehler unvermeidlich sind und dass der Mensch von Natur aus zu Fehlern veranlagt ist, soll dahingehend verändert werden, dass Fehler nicht mehr als normal betrachtet werden und es keine akzeptable Fehlerquote gibt.

### Fehlerprävention und anfallende Kosten durch Nichterfüllung von Anforderungen als Maßstab für Qualität
Das Zitat des „Vaters“ der Null-Fehler-Strategie verdeutlicht, welcher Vorteil hinter der Strategie steckt:

„Warum sollten Unternehmen viel Zeit und Geld mit dem Aufspüren, Definieren und Bekämpfen von Fehlern vergeuden, wenn es möglich ist, deren Auftreten von vornherein zu verhindern?“

Das Ziel ist es, Fehler im Vorhinein zu verhindern. Falls eine fehlerfreie Produktion auch mit größtem Bemühen nicht erzielt werden kann, ist es vorteilhaft, die Restfehler durch genaueste Kontrollmechanismen möglichst früh in der Produktionskette zu erkennen und sofort zu beheben.
Für diese Vorgehensweise ist auch der Begriff „Frontloading“ verbreitet. Dies ist wirtschaftlicher und damit sinnvoll, da der Kostenaufwand, einen Fehler zu beseitigen, sich mit jedem Produktionsschritt verzehnfacht (10er-Regel der Fehlerkosten).

## Umsetzen der Null-Fehler-Strategie
Um dieses Ziel erreichen zu können, müssen von den Unternehmen verschiedene Maßnahmen getroffen werden. Zu diesen gehören unter anderem die Entwicklung von Verantwortung für Qualität bei Mitarbeitern, eine Null-Fehler-Planung, durchgehende Schulungen für die Belegschaft, sowie der Ausschluss der Fehlerquellen und Korrekturmaßnahmen beim Herstellungsprozess. Zudem wird eine Gruppe benötigt, die das entsprechende Null-Fehler-Programm leitet und überwacht. Besonders in der Pflicht sieht Crosby hierbei das Management, um die Anforderungen an Qualität zu erreichen, da ihm zufolge die „Arbeiter der Einstellung des Managements entsprechend [ihre Arbeit] leisten“. Somit muss das Management in der Qualitätsfrage den Mitarbeitern vorangehen, um ein höheres Maß an Qualität erzielen zu können. Hinzu kommt laut Crosby, dass die „Qualitätsverbesserung keine Chance hat, bis die Einzelnen bereit sind zu erkennen, dass eine Verbesserung notwendig ist“. Er sieht somit vor, dass jeder Mitarbeiter dazu bereit sein muss, für eine Verbesserung der Qualität zu arbeiten und diese umzusetzen. Dieser Wille zur Verbesserung muss in der Regel jedoch zuerst durch das Management und dessen Zielsetzung bezüglich der Qualität eingeleitet werden. Nur durch solche Maßnahmen wird gewährleistet, dass jeder einzelne Mitarbeiter diesen Prinzipien entsprechend agiert.
Durch strukturierte Vorgehensweise soll die Qualität der Produkte und Dienstleistungen systematisch verbessert werden. Dabei wird sich in der Regel an folgende drei Dimensionen gehalten: Kultur, Struktur und Tools.

### Kultur
Nach der Null-Fehler-Strategie strebt das Unternehmen an, Produkte zu produzieren, die in jeder Hinsicht perfekt sind.
Um solch ein Ziel zu erreichen, muss es das Anliegen aller Beteiligten sein, die Fehlerrate gegen Null zu reduzieren.
Die Aufgabe der Führungskräfte ist es, den Leistungsstandard „Null Fehler“ festzulegen und ein Umfeld zu schaffen, in dem sich die Mitarbeiter mit diesem Leistungsstandard identifizieren können. Mentalitäten, wie „Fehler passieren“ oder „Das wird schon reichen“ sollen durch die Null-Fehler-Philosophie ausgetauscht werden.

„In 85 % der Fälle, in denen Kundenanforderungen NICHT erfüllt werden, liegen die Fehlerursachen in den Prozessen und Systemen begründet … und weniger in den Mitarbeitern selbst.“

Bei der Optimierung sollte demnach zunächst bei den Prozessen und Systemen im Unternehmen angefangen werden. Der erste Schritt sollte nicht sein, die Mitarbeiter in die Fehlerlosigkeit zu zwängen.
Auch wenn die Mitarbeiter nicht die Hauptfehlerquelle sind, muss sich jeder Mitarbeiter seiner Verantwortung bewusst sein und eine der Null-Fehler-Strategie entsprechende Denk- und Handlungsweise einnehmen.
Ausgehend vom Management, trägt jeder Mitarbeiter zu dem Einhalten des Leistungsstandards bei. Die persönliche Verantwortung von jedem liegt darin, die Anforderungen an die Prozesse und Produkte zu verstehen, mit allen Mitteln versuchen diese einzuhalten und gegebenenfalls Abweichungen zu erkennen und dem erneuten Auftauchen eines Fehlers vorzubeugen.

### Struktur
Bei der Umsetzung der Null-Fehler-Strategie liegt der primäre Fokus auf der Fehlervermeidung und der sekundäre Fokus auf Fehlerentdeckung und -behebung.

### Tools
Zur Fehlervermeidung sind in allen Stufen des Produktentstehungsprozesses verschiedenste Qualitätsmethoden geeignet anzuwenden. Im Folgenden wird auf vier Methoden kurz eingegangen:
- Methoden von William Edwards Deming

Der Standardisierungskreis (SDCA) und somit der standardisierte Ablauf eines Prozesses soll die Fehlerfreiheit garantieren. Falls dennoch ein Fehler aufgrund einer Lücke im Standard auftritt, kommt es durch den Verbesserungskreis (PDCA) zur Beseitigung des Problems, und es wird für die zukünftige Produktion ein optimierter Standard vorausgesetzt.
- Prinzip „interner Kunde“

Abteilungen, die einzelne Arbeitsschritte durchführen, stehen im Verhältnis von Lieferant und Kunde. Der Lieferant stellt dem Kunden nur fehlerfreie Zwischenprodukte zur Verfügung, und der Kunde überprüft die Fehlerlosigkeit. Durch diese Methode werden Fehler nach jedem Arbeitsschritt aufgespürt und beseitigt. Weiterverarbeitung fehlerhafter Produkte ist somit ausgeschlossen.
- Poka Yoke

Die Methode Poka Yoke (jap. „Vermeiden unbeabsichtigter Fehlhandlungen“ oder „narrensicher“) wurde von Shigeo Shingo auf der Grundlage, dass weder Mensch noch Maschine fehlerfrei sind, erfunden. Mit dieser Methode soll das Ziel der Null-Fehler-Strategie die Fehlervermeidung anstatt der Fehlerkontrolle erreicht werden.
- Six Sigma

Die Ziele von Six Sigma sind erhöhte Qualität und geringere Kosten. Six Sigma hat das Ziel, eine Gaußverteilung zu erreichen, bei der nur zwei von einer Million Teilen außerhalb des Bereiches von sechs Sigma liegen. Das Six-Sigma-System wird häufig in Kombination mit der DMAIC-Methode verwendet.
Es ist jedoch wichtig festzuhalten, dass die Einhaltung der Strategie nicht unbedingt damit verbunden ist, dass keine Fehler gemacht werden, sondern dass in keinem Fall fehlerbehaftete Waren weiterverkauft werden.
Außerdem gilt der Grundsatz, dass jeder Fehler nur einmal auftreten darf, d. h., wenn ein Fehler auftritt, muss der Prozess etc. so optimiert werden, dass es nicht erneut zu einem gleichartigen Fehler kommt.

## Resonanz
Im Jahr 1964 wurde Crosby für die Entwicklung des Programms mit der Armed Forces Civilian Service Medal  des US-Verteidigungsministeriums ausgezeichnet. Des Weiteren gewann das Programm seit Anfang der 1960er-Jahre vor allem in der Rüstungsindustrie an Bedeutung. Die Annahme, „Es ist immer billiger, die Arbeit gleich beim ersten Mal richtig zu machen“, war hierbei von grundlegender Bedeutung, was zu einer Verschiebung des Qualitätsmanagements hin zur Suche von Fehlerquellen und deren anschließender Beseitigung führte. Dies fand vor allem durch Befragungen der Mitarbeiter zu Gründen der Fehler statt, wenn es zu einem Auftreten von Fehlern kam.
Allgemein gewinnt die Null-Fehler-Strategie zunehmend an Bedeutung, da Firmen zu einer erhöhten Optimierung in Qualität, Zeit und Kosten getrieben werden.
Es gibt jedoch auch Punkte, an denen das Null-Fehler-Programm an seine Grenzen stößt: Es ist in der Realität nicht möglich, komplett fehlerfrei zu arbeiten. Hierzu gehört auch, dass ein Produkt zwar in der Gegenwart eine hohe Qualität besitzt, jedoch in Zukunft ein Fehlen von wichtigen Eigenschaften durch neueste Entwicklungen aufweisen könnte. Man wird somit niemals Perfektion in Form von keinerlei Fehlern erreichen, nach denen das Programm strebt, jedoch führt es trotzdem stetig zu einer weiteren Verbesserung der Qualität.
Es gab eine Debatte, ob eine Vermeidung aller Fehler möglich sei. Crosby selbst war der Ansicht, dass nur solche Qualitätsprobleme gelöst werden können, für die die Mitarbeiter verantwortlich sind. Empirischen Studien zufolge sind die Qualität und die Fehler jedoch vor allem von der Produkt- und Prozessentwicklung abhängig, weshalb es wichtig ist, diese bei der Einführung eines Null-Fehler-Programms zu berücksichtigen.